# Pierce (Nebraska)
Pierce je grad u američkoj saveznoj državi Nebraska. Prema popisu stanovništva iz 2010. u njemu je živjelo 1,767 stanovnika.